# NetherRealm Studios
NetherRealm Studios is een Amerikaans computerspelontwikkelaar gevestigd in Chicago, Illinois. Het bedrijf werd in 2010 opgericht ter vervanging van Warner Bros. Games Chicago en Midway Games.

## Ontwikkelde spellen
| Release | Titel                           | Platform                                               |
| ------- | ------------------------------- | ------------------------------------------------------ |
| 2011    | Mortal Kombat                   | PlayStation 3, PlayStation Vita, Windows, Xbox 360     |
| 2012    | Mortal Kombat Arcade Kollection | PlayStation 3, Windows, Xbox 360                       |
| 2013    | Injustice: Gods Among Us        | PlayStation 3, PlayStation 4, Wii U, Windows, Xbox 360 |
| 2015    | Mortal Kombat X                 | PlayStation 4, Windows, Xbox One                       |
| 2017    | Injustice 2                     | PlayStation 4, Windows, Xbox One                       |
| 2019    | Mortal Kombat 11                | PlayStation 4, Windows, Xbox One, Nintendo Switch      |
| 2023    | Mortal Kombat 1                 | PlayStation 5, Windows, Xbox Series, Switch            |

## Ontwikkelde spellen (mobiel)
| Release | Titel                        | Platform     |
| ------- | ---------------------------- | ------------ |
| 2011    | Batman: Arkham City Lockdown | Android, iOS |
| 2013    | Injustice: Gods Among Us     | Android, iOS |
| 2013    | Batman: Arkham Origins       | Android, iOS |
| 2015    | WWE Immortals                | Android, iOS |
| 2015    | Mortal Kombat                | Android, iOS |
| 2017    | Injustice 2                  | Android, iOS |